# Liste der diplomatischen Vertretungen in Bangladesch

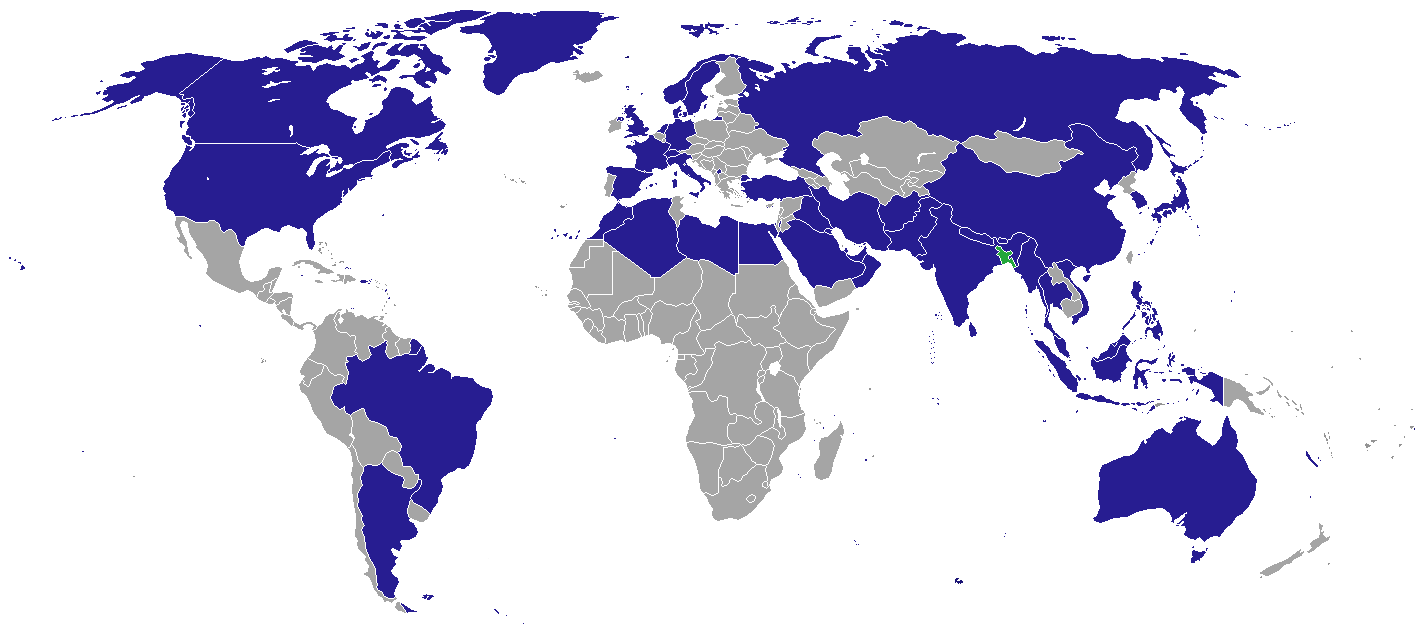
Staaten mit einer Botschaft in Bangladesch

Die Liste der diplomatischen Vertretungen in Bangladesch führt Botschaften und Konsulate auf, die im
asiatischen Staat Bangladesch eingerichtet sind.

## Botschaften in Dhaka
In der bangladeschischen Hauptstadt Dhaka sind 46 Botschaften eingerichtet (Stand 2019).

### Staaten
| - Ägypten: Botschaft - Afghanistan: Botschaft - Australien: Hohe Kommission - Bhutan: Botschaft - Brasilien: Botschaft - Brunei: Hohe Kommission - Dänemark: Botschaft - Deutschland: Botschaft - Frankreich: Botschaft - Indien: Hohe Kommission - Indonesien: Botschaft - Irak: Botschaft - Iran: Botschaft - Italien: Botschaft - Japan: Botschaft - Kanada: Hohe Kommission - Katar: Botschaft - Kuwait: Botschaft - Libyen: Botschaft - Malaysia: Botschaft - Malediven: Hohe Kommission - Marokko: Botschaft - Myanmar: Botschaft |  | - Nepal: Botschaft - Niederlande: Botschaft - Nordkorea: Botschaft - Norwegen: Botschaft - Oman: Botschaft - Pakistan: Hohe Kommission - Palästina: Botschaft - Philippinen: Botschaft - Russland: Botschaft - Saudi-Arabien: Botschaft - Südkorea: Botschaft - Schweden: Botschaft - Schweiz: Botschaft - Spanien: Botschaft - Sri Lanka: Botschaft - Thailand: Botschaft - Türkei: Botschaft - Vereinigte Arabische Emirate: Botschaft - Vereinigtes Königreich: Hohe Kommission - Vereinigte Staaten: Botschaft - Vietnam: Botschaft - Volksrepublik China: Botschaft |

### Vertretungen Internationaler Organisationen
- Heiliger Stuhl, Botschaft
- Europäische Union, Delegation

## Konsulate in Bangladesch

### Generalkonsulate/Stellvertretende Hohe Kommission
- Indien (Chittagong)
- Indien (Rajshahi)
- Indien (Khulna)
- Indien (Sylhet)
- Vereinigtes Königreich (Sylhet)
- Russland (Chittagong)
- Singapur (Dhaka)